# Halictus subsenilis
Halictus subsenilis là một loài Hymenoptera trong họ Halictidae. Loài này được Blüthgen mô tả khoa học năm 1955.